# Ercole Ricotti
Ercole Ricotti (* 12. Oktober 1816 in Voghera; † 24. Februar 1883 in Turin) war ein italienischer Geschichtsschreiber und Politiker.
Ercole Ricotti studierte zuerst mathematisch-technische Wissenschaften, dann Geschichte in Turin. Er wurde wegen seines Werkes über die Geschichte der Söldnerkompanien in Italien (Storia delle compagnie di ventura in Italia) auf Intervention von Cesare Balbo 1846 Professor der neueren Geschichte (ursprünglich der Militärgeschichte) an der Universität Turin. Er nahm als Kapitän im Geniekorps am Krieg gegen Österreich 1848 teil, währenddessen er in österreichische Gefangenschaft geriet.
Seit 1848 war Ricotti Mitglied der sardinischen Deputiertenkammer, seit 1862 des italienischen Senats. Ebenfalls 1862 wurde er zum Rektor der Turiner Universität und 1878 zum Präsidenten der Akademie der Wissenschaften in Turin ernannt, der er seit 1840 als Mitglied angehörte. Nachdem er seine Vorlesungen an der Universität 1882 wegen Kränklichkeit eingestellt hatte, starb er am 24. Februar 1883 im Alter von 66 Jahren in Turin.

## Veröffentlichungen
- Sopra la storia d’Italia dal basso impero ai comuni, Turin 1848
- Della vita e degli scritti del conte Cesare Balbo, Florenz 1856
- Storia della monarchia piemontese, 6 Bde., Florenz 1861–69
- Breve storia della costituzione inglese, 1871
- Della rivoluzione protestante, Turin 1874
- Ricordi di mia vita, hrsg. von Manno, Turin 1886
- La rivoluzione francese dell’anno 1789, hrsg. postum 1888